# Хенри Форд
Хенри Форд (енгл. Henry Ford; Спрингвелс Тауншип, 30. јул 1863 — Дирборн, 7. април 1947) је био амерички предузетник који је основао Форд Моторну Компанију и приписан му је допринос стварању средњег слоја америчког друштва. Иако није измислио монтажну траку, био је међу првима који су је увели како би развио и произвео први аутомобил који су могли приуштити многи Американци средње класе. Форд је претворио аутомобил у практично средство које ће дубоко утицати на пејзаж 20. века. Његовим увођењем аутомобила модела Т започео је револуцију транспорта и америчке индустрије. Као власник компаније Ford Motor Company, постао је један од најбогатијих и најпознатијих људи на свету. Он је заслужан за „Фордизам“: масовну производњу јефтиних производа у комбинацији са високим платама радника. Форд је имао глобалну визију, конзумеризам као кључ за мир. Његова интензивна преданост је систематски смањивала трошкове што је резултирало многим техничким и пословним иновацијама, укључујући систем постављања продајних салона широм Северне Америке и великих градова на шест континената. Форд је оставио већину свог огромног богатства Форд Фондацији а својој породици компанију Форд.
Форд је такође надалеко познат по свом миротворству у првим годинама Првог светског рата, а и као издавач антисемитских текстова, као што је књига „Међународни Јевреј“.

## Биографија
Форд је рођен на успешној породичној фарми у Спрингвелс Тауншипу, који је данас део града Деарборна у Мичигену, где се тренутно налази седиште фирме коју је основао. Његови родитељи, Вилијам и Мари Форд, били су имигранти из околине града Корка у јужној Ирској, а Хенри је био најстарији од шесторо њихове деце.
Већ као дете био је страствени механичар. Увек је уместо послова на фарми радио на неким машинама у очевој радионици. Кад му је било тринаест година први пут је видео парну машину са сопственим погоном. 1879. Отишао је од куће у Околиму Детроита како би се увежбавао за механичара. 1882.

### Брак и породица
Ford је оженио Клару Џејн Брајант (1866–1950) 11. априла 1888. и подржавао је породицу пољопривредом и вођењем пилане. Они су имали једно дете: Едсел Форд (1893–1943).

### Каријера
Форд се вратио у Деарборн како би радио на породичној фарми и постаје стручњак у управљању Вестингхаузовим компактним парним стројем, што га је на крају довело до посла сервисера истих стројева у тој фирми. 1891. постаје инжењер у Едисон Илуминејинг Компани и након промоције у главног инжењера 1893. имао је довољно новца да посвети пажњу својим властитим експериментима на моторима с унутрашњим сагоревањем. Ти експерименти су 1896. кулминирали завршетком рада на сопственим самоходу названом квадрицикл, којег је први пут испробао у вожњи 4. јуна исте године.
Исте године Форд је присуствовао састанку Едисонових руководилаца, где је био упознат са Томасом Едисоном. Едисон је одобравао Фордову аутомобилску експериментацију. Уз Едисонову подршку, Форд је дизајнирао и направио друго возило, комплетирајући га 1898. године Након тог успеха напушта Едисон Илуминејтинг Компани и заједно с осталим иноваторима оснива Детроит Аутомобил Компани, која је убрзо банкротирала јер је Форд усавршавао дизајн аутомобила уместо да их продаје. Својим возилима Форд се утркивао с онима других произвођача како би приказао њихову супериорност. Са занимањем за тркачке аутомобиле основао је другу фирму под називом Хенри Форд Компани. 1902. Форд је истеран из фирме заједно с осталим иноваторима, а она је реорганизована под називом Кадилак.

### Оснивање Форд компаније
Своју властиту фирму под називом Форд Мотор Компани оснива 1903. заједно с једанаест осталих иноватора и капиталом од 28.000 долара. У новоконструисаном аутомобилу Форд је одвезао пробну миљу на залеђеном језеру Св. Клер и с временом од 39.4 секунде поставио нови копнени брзински рекорд. Уверен тим успјехом, познати возач утрка Барнеј Олдфилд назива нови модел "999" одавајући почаст тркачкој локомотиви тог времена и представља га широм државе, чинећи марку Форд познатом у САД. Хенри Форд је био и један од раних подупирача легендарне трке Индијанаполис 500.

#### Форд модел Т
Године 1908, фирма у продају пушта Модел Т с чијом се тркачком верзијом Форд утркивао од 1909. до 1913. и победио на трци преко целих Сједињених Држава (иако је касније дисквалификован), а 1911. Френк Кулик је са њом поставио брзински рекорд на овалним стазама. 1913. Форд покушава да наступи на трци Индијанаполис 500, али одустаје због правила која су захтевала додавање тежине од 450 килограма. Тада се повлачи из трка, будући да му због популарности Модела Т више нису биле потребне за постизање публицитета. С првим даном 1919. препустио је место председника компаније своме сину Едселу, иако је задржао чврсту позицију у руковођењу њоме.
Форд је створио огромну рекламну машину у Детроиту како би осигурао да сваки лист носи приче и огласе о новом производу. Фордова мрежа локалних дилера учинила је аутомобил свеприсутним у скоро сваком граду у Северној Америци. Као независни дилери, франшизе су се обогатиле и давале публицитет не само Форду, већ и концепту аутомобила; локални моторни клубови су настајали да би помогли новим возачима и да би подстицали истраживање сеоских подручја. Форд је увек био вољан да продаје фармерима, који су погледали на возило као комерцијални уређај за помоћ у њиховом послу. Продаја је нагло расла - неколико година је остваривала 100% добитка у односу на претходну годину. Увек у потрази за повећаном ефикасношћу и нижим трошковима, Форд је 1913. године увео транспортне траке у своје погоне, што је омогућило огроман пораст производње. Иако се Форду често приписује та идеја, савремени извори показују да је концепт и његов развој дошао од запослених Клеренса Ејверија, Петера Е. Мартина, Чарлса Е. Соренсена, и К Харолда Вилса.
Продаја је превазишла 250.000 1914. године. До 1916, са опадањем цене до 360 америчких долара за базични аутомобил, продаја је достигла 472,000.
До 1918, половина аутомобила у Америци била је Модел Т. Сви нови аутомобили били су црни. Како је Форд написао у својој аутобиографији, „Сваки купац може да има било коју боју коју жели уколико је основа црна“. До развоја монтажне линије, која је условљавала црно због краћег времена сушења, Модел Тс је био доступан у другим бојама, укључујући црвену боју. Дизајн је страстно промовисан и одбрањен од стране Форда, а производња се наставила све до 1927. године. Финална укупна производња је била 15.007.034. Овај рекорд је стајао наредних 45 година, а остварен је за 19 година од увођења првог модела Т (1908).
Након смрти Едсела Форда 26. маја 1943. Хенри Форд је подржао Херија Бенета да преузме позицију председника док је Едселова удовица Елеанор, која је наследила његово право гласа, предложила Хенријевог унука и свог сина Хенрија Форда II. Проблем је на крају решен тако да је тада 79-годишњи Хенри Форд лично преузео позицију председника, Хенри Форд II. је постао потпредседник, а Хери Бенет особа одговорна за запосленике и односе с јавношћу.
Хенри Форд је 21. септембра 1945. препустио позицију председника фирме унуку Хенрију Форду II, а преминуо је од излива крви у мозак у 83. години 7. априла 1947. на свом поседу у Деарборну. Сахрањен је на гробљу Форд Сементери у Детроиту.

### Мемоари управникаФорда
- Ford, Henry; Crowther, Samuel (1922), My Life and Work, Garden City, New York, USA: Garden City Publishing Company, Inc. Various republications, including  9781406500189. Original is public domain in U.S. Also available at Google Books.
- Ford, Henry; Crowther, Samuel (1926). „Today and Tomorrow”. Garden City, New York City: Doubleday, Page & Company. Co-edition, London, William Heinemann. Various republications, including.
- Ford, Henry; Crowther, Samuel (1930). „Moving Forward”. Garden City, New York City: Doubleday, Doran & Company, Inc. Co-edition, 1931, London, William Heinemann.
- Ford, Henry; Crowther, Samuel (1930). Apparent co-edition, 1930, as My Friend Mr. Edison. New York: London, Ernest Benn. Republished as Edison as I Knew Him by American Thought and Action, San Diego, 1966, OCLC 3456201. Republished as Edison as I Know Him by Kessinger Publishing, LLC, 2007. ISBN 978-1-4325-6158-1. Непознати параметар |DUPLICATE_publisher= игнорисан (помоћ); Непознати параметар |DUPLICATE_title= игнорисан (помоћ); Спољашња веза у |publisher= (помоћ). Недостаје или је празан параметар |title= (помоћ)
- Bennett, Harry; with Marcus, Paul (1951). We Never Called Him Henry. New York: Fawcett Publications. LCCN 51036122..
- Sorensen, Charles E.; with Williamson, Samuel T. (1956), My Forty Years with Ford, New York, New York, USA: Norton, LCCN 56010854. Various republications, including  9780814332795.

### Биографије
- Bak, Richard (2003). Henry and Edsel: The Creation of the Ford Empire. Wiley. ISBN 978-0-471-23487-6.
- Brinkley, Douglas G (2003). Wheels for the World: Henry Ford, His Company, and a Century of Progress. Penguin Publishing. ISBN 978-0-670-03181-8.
- Halberstam, David (1986). „Citizen Ford”. American Heritage. 37 (6): 49—64.. interpretive essay
- Jardim, Anne (1970). The First Henry Ford: A Study in Personality and Business Leadership. Massachusetts Inst: of Technology Press..
- Lacey, Robert. Ford: The Men and the Machine Little, Brown, 1986. popular biography
- Lewis, David I. (1976). The Public Image of Henry Ford: An American Folk Hero and His Company. Wayne State University Press. ISBN 978-0-8143-1553-8.
- Nevins, Allan; Hill, Frank Ernest (1954). Ford: The Times, The Man, The Company. New York: Charles Scribners' Sons. ACLS e-book
- Nevins, Allan; Hill, Frank Ernest (1957). Ford: Expansion and Challenge, 1915–1933. New York: Charles Scribners' Sons. ACLS e-book
- Nevins, Allan; Hill, Frank Ernest (1962). Ford: Decline and Rebirth, 1933–1962. New York: Charles Scribners' Sons. ACLS e-book
- Nye, David E. Henry Ford: "Ignorant Idealist." Kennikat, 1979.
- Watts, Steven (2006). The People's Tycoon: Henry Ford and the American Century. Random House, Inc. стр. 28. ISBN 9780307558978.

### Специјализоване студије
- Baime, A.J. (2014). The Arsenal of Democracy: FDR, Detroit, and an Epic Quest to Arm an America at War. ISBN 978-0-547-71928-3.
- Ford, Henry; Crowther, Samuel (1922). My Life and Work. Doubleday, Page. стр. 72. ISBN 9781774413968..
- Barrow, Heather B. (2015). Henry Ford's Plan for the American Suburb: Dearborn and Detroit. DeKalb, IL: Northern Illinois University Press..
- Batchelor, Ray (1994). Henry Ford: Mass Production, Modernism and Design. Manchester University Press..
- Bonin, Huber (2003). Ford, 1902–2003: The European History. 2 vol Pari. ISBN 978-2-914369-06-0. scholarly essays in English; reviewed in Holden, Len. "Fording the Atlantic: Ford and Fordism in Europe" in Business History  Volume 47, #Jan 1, 2005 pp. 122–127
- Brinkley, Douglas (2003). „Prime Mover”. American Heritage. 54 (3): 44—53.. on Model T
- Bryan, Ford R. (1993). Henry's Lieutenants. ISBN 978-0-8143-2428-8.
- Bryan, Ford R. (1990). Beyond the Model T: The Other Ventures of Henry Ford. Wayne State Press..
- Dempsey, Mary A (1994). „Fordlandia”. Michigan History. 78 (4): 24—33.. Ford's rubber plantation in Brazil
- Denslow, William R. (2004). 10,000 Famous Freemasons. Part. One, Volume 1, from A to J (Paperback republication изд.). Kessinger Publishing. ISBN 978-1-4179-7578-5. Foreword by Harry S. Truman. Непознати параметар |orig-date= игнорисан (помоћ)
- Grandin, Greg (2010). Fordlandia: The Rise and Fall of Henry Ford's Forgotten Jungle City. London, Icon. ISBN 978-1-84831-147-3.
- Hounshell, David A. (1984), From the American System to Mass Production, 1800-1932: The Development of Manufacturing Technology in the United States, Baltimore, Maryland: Johns Hopkins University Press, ISBN 978-0-8018-2975-8, LCCN 83016269
- Jacobson, D. S. (1977). „The Political Economy of Industrial Location: The Ford Motor Company at Cork 1912–26”. Irish Economic and Social History. 4: 36—55. doi:10.1177/033248937700400103. 1977 . Ford and Irish politics
- Kraft, Barbara S. The Peace Ship: Henry Ford's Pacifist Adventure in the First World War Macmillan, 1978
- Levinson, William A. (2002). Henry Ford's Lean Vision: Enduring Principles from the First Ford Motor Plant. Taylor & Francis. ISBN 978-1-56327-260-8.
- Lewis, David L (1980). „Ford and Kahn”. Michigan History. 64 (5): 17—28.. Ford commissioned architect Albert Kahn to design factories
- Lewis, David L (1995). „"Henry Ford and His Magic Beanstalk"”. Michigan History. 79 (3): 10—17.. Ford's interest in soybeans and plastics
- Lewis, David L (1993). „Working Side by Side”. Michigan History. 77 (1): 24—30.. Why Ford hired large numbers of black workers
- McIntyre, Stephen L (2000). „"The Failure of Fordism: Reform of the Automobile Repair Industry, 1913–1940”. Technology and Culture. 41 (2): 269—299. doi:10.1353/tech.2000.0075.. repair shops rejected flat rates
- Meyer, Stephen (1981). The Five Dollar Day: Labor Management and Social Control in the Ford Motor Company, 1908–1921.
- Nevins, Allan, and Frank Ernest Hill (1954). Ford: the Times the Man the Company.. Ford: Expansion and Challenge, 1915-1933 (1957); Ford: Decline and Rebirth, 1933-1962 (1963) comprehensive scholarly history
- Nolan; Mary (1994). Visions of Modernity: American Business and the Modernization of Germany.
- Daniel, M. G. Raff and Lawrence H. Summers (октобар 1987). „Did Henry Ford Pay Efficiency Wages?” (PDF). Journal of Labor Economics. 5 (4): S57—S86. S2CID 158557619. doi:10.1086/298165.
- Pietrykowski, Bruce (1995). „Fordism at Ford: Spatial Decentralization and Labor Segmentation at the Ford Motor Company, 1920–1950”. Economic Geography. 71 (4): 383—401. JSTOR 144424. doi:10.2307/144424.
- Pool, James; Pool, Suzanne (1978). „"Chapter: Ford and Hitler"”. Who Financed Hitler: The Secret Funding of Hitler's Rise to Power, 1919-1933. Dial Press. ISBN 978-0708817568.
- Roediger, David, ур. (1988). „Americanism and Fordism—American Style: Kate Richards O'hare's 'Has Henry Ford Made Good?'”. Labor History. 29 (2): 241—252. doi:10.1080/00236568800890141.. Socialist praise for Ford in 1916
- Segal, Howard P (1988). „'Little Plants in the Country': Henry Ford's Village Industries and the Beginning of Decentralized Technology in Modern America”. Prospects. 13: 181—223. doi:10.1017/S0361233300005275.. Ford created 19 rural workplaces as pastoral retreats
- Tedlow, Richard S (1988). „The Struggle for Dominance in the Automobile Market: the Early Years of Ford and General Motors”. Business and Economic History. 17: 49—62.. Ford stressed low price based on efficient factories but GM did better in oligopolistic competition by including investment in manufacturing, marketing, and management.
- Thomas, Robert Paul (1969). „The Automobile Industry and its Tycoon”. Explorations in Entrepreneurial History. 6 (2): 139—157.. argues Ford did NOT have much influence on US industry,
- Valdés, Dennis Nodin (1981). „"Perspiring Capitalists: Latinos and the Henry Ford Service School, 1918–1928"”. Aztlán. 12 (2): 227—239. doi:10.1525/azt.1981.12.2.227.. Ford brought hundreds of Mexicans in for training as managers
- Wilkins, Mira; Frank Ernest Hill (1964). American Business Abroad: Ford on Six Continents. Wayne State University Press.
- Williams, Karel; Haslam, Colin; Williams, John (1992). „Ford versus 'Fordism': The Beginning of Mass Production?”. Work, Employment & Society. 6 (4): 517—555. doi:10.1177/095001709264001..  (1992), stress on Ford's flexibility and commitment to continuous improvements